# Jacobikerk
La Jacobikerk (église Saint-Jacques en français) est une église protestante d'Utrecht aux Pays-Bas.

## Description
Située sur la St Jacobsstraat, elle tient son nom de son saint-patron Jacques le Majeur. C'est une des églises paroissiales médiévales d'Utrecht. Elle est aujourd'hui connue comme point de départ des pèlerins hollandais sur le chemin de Saint-Jacques-de-Compostelle. 

## Histoire

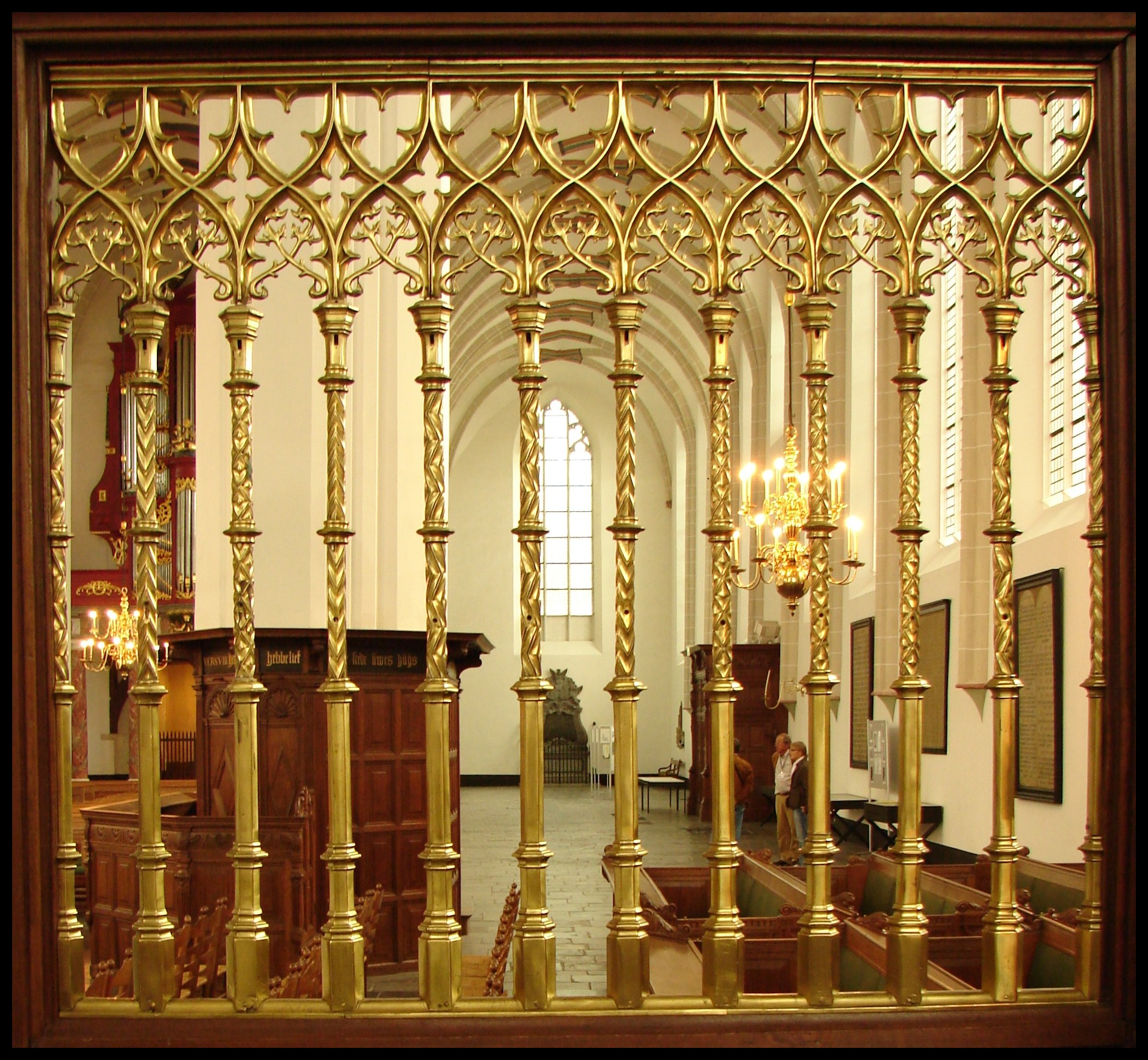
Vue de l'intérieur par le chœur

Elle a été construite au XIIIe siècle, mais n'a été élargie qu'aux XIVe et XVe siècles. Le clocher, construit en 1479, a un diamètre de 182 cm. En 1576-1577, un canon a été installé dans le clocher de l'église en direction du Château Vredenburg où les soldats espagnols étaient assiégés par la Schutterij. 
Vers 1580, l'église subit la réforme protestante ; elle est donc remise officiellement aux protestants en 1586. Ce sont eux qui ont blanchi à la chaux les décorations murales et retiré les retables. 
L'église est aujourd'hui un monument classé. 
Joan Gideon Loten y est inhumé.